# Filipov (Jiříkov)

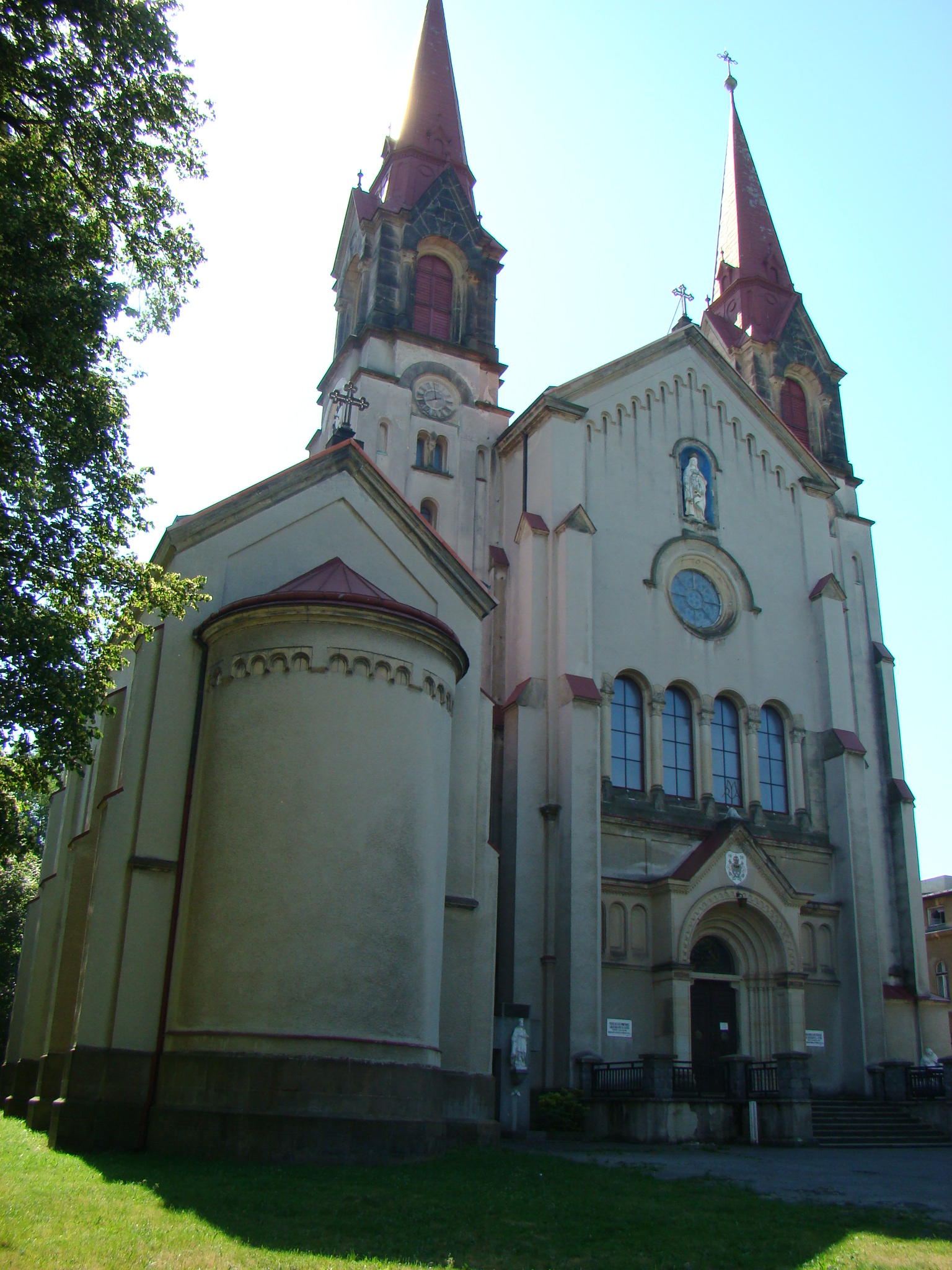
Basílica de Nossa Senhora Auxiliadora

Filipov (alemão: Philippsdorf ) é uma vila, parte da cidade Jiříkov, no distrito de Děčín, nas colinas das terras altas de Šluknov. Em 2011, 470 habitantes viviam aqui permanentemente.

## Posição

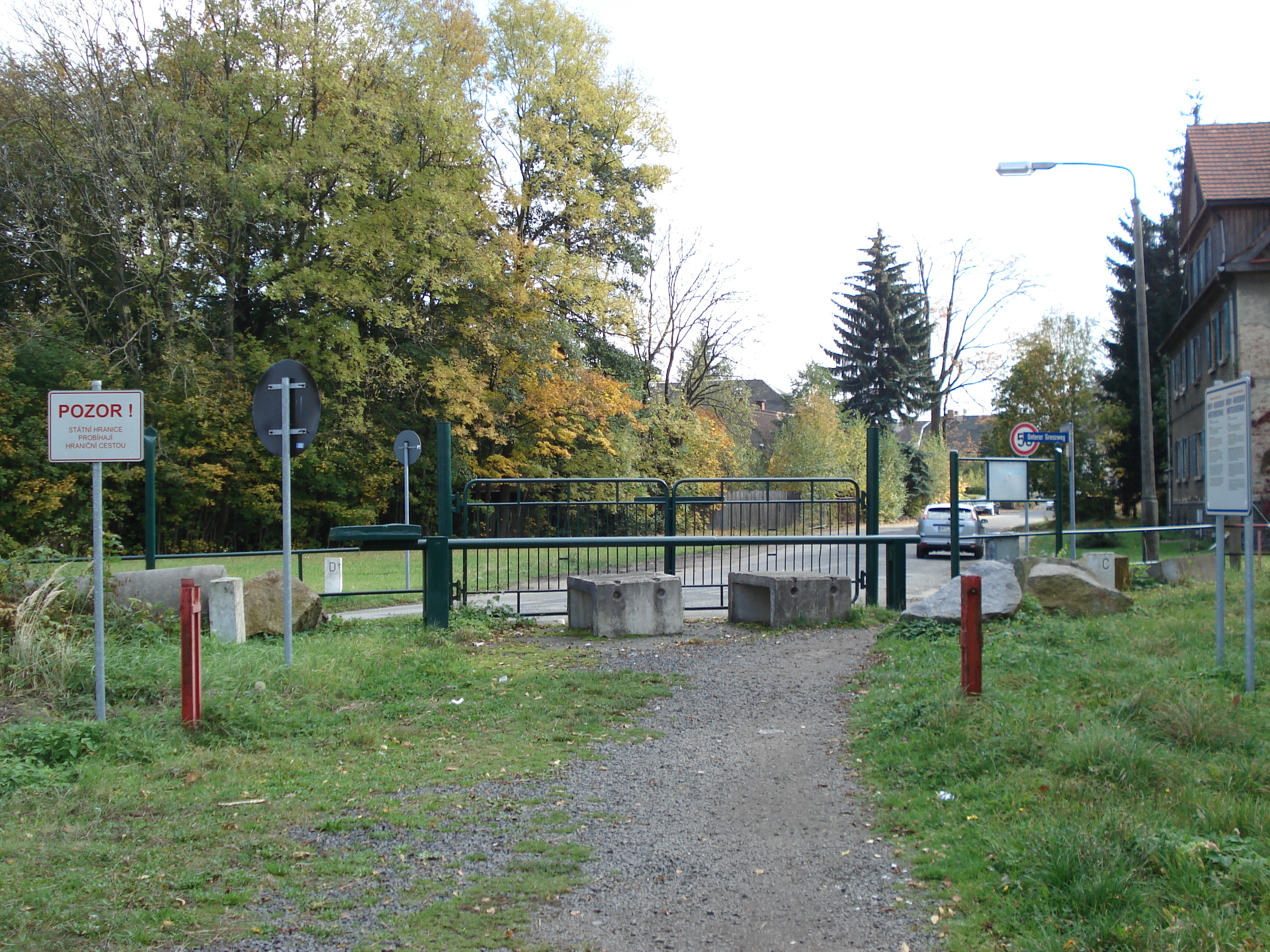
Vista da passagem da fronteira de Filipov do lado alemão

Está localizado a cerca de 2 km a sudeste de Jiříkov. 143 endereços estão registrados aqui. Filipov está situado na área cadastral de Filipov u Jiříkova, com uma área de 0,65 km2.

## História

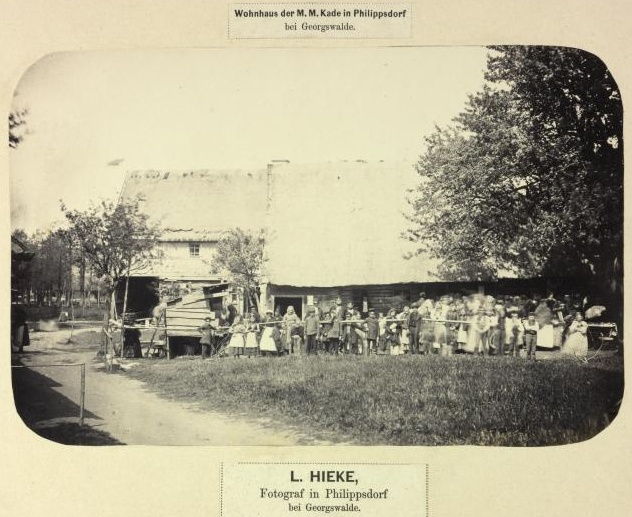
Casa de Magdalena Kadeová, testemunha da aparição da Virgem Maria em Filipov, fotografia de 1866

O assentamento foi fundado em 1540 por um certo Filipem nas terras do pátio de arado Jiříkov (Georgswalde) e pertencia a propriedade Šluknov dos Dietrichsteins.  A primeira menção escrita da aldeia data de 1713. Em 1866, o chamado Milagre de Filipov aconteceu na aldeia, a única aparição da Virgem Maria na Boémia no século 19, seguido pela cura de duas mulheres com doenças terminais e reconhecida pela Igreja Católica Romana como um milagre. Até 1945, a aldeia chamava-se Philippsdorf e era habitada por cidadãos de nacionalidade alemã até à sua expulsão à força.

## Cultura, monumentos e turismo
- A igreja de peregrinação da Virgem Maria, Auxiliadora dos cristãos, foi construída no local de uma capela de 1866, e consagrada em 11 de outubro de 1886; em 1926, o Papa Pio IX. declarou a Basílica menor. A basílica de três corredores e duas torres de dimensões monumentais é um edifício neo-românico valioso com mobiliário de interior de qualidade artesanal de artistas alemães, principalmente de Zittau (esculturas, vitrais, entalhes em madeira, pinturas decorativas). O paradoxo é que ainda não foi inscrito na Lista Estadual de Monumentos Imóveis da República Tcheca. A histórica fronteira tcheco-alemã passa pela igreja diretamente atrás do altar principal. A igreja tem excelente acústica e um órgão mecânico original recém-reformado. Desde 2008, um festival internacional de órgão de música sacra é realizado aqui todos os anos.[4]

- O mosteiro redentorista foi estabelecido em 1884 próximo à basílica em seu lado sul; hoje é uma casa de repouso.
- Herdade rural No. 26
- Herdade rural No. 27
- Herdade rural nº 42[5]
- Cemitério Filipov-Jiříkov cancelado - cerca de 1 km atrás da aldeia; fundado em 1920 (de acordo com a data da lápide mais antiga sobrevivente do gravador de cobre Schmidt), abolido em 1945; a maioria das lápides destruídas ou retiradas; na parede oeste, o túmulo dos sacerdotes de Filipov (com uma cruz na lápide) e o túmulo dos Redentoristas; o arranjo reverencial está sendo preparado pelo Instituto Schrödinger.

O Waldstein Hotel e o restaurante com o miradouro da pousada servem para acomodação e bebidas.